# Salvador Benedicto
Salvador Benedicto (o anche Don Salvador Benedicto) è una municipalità di quinta classe delle Filippine, situata nella Provincia di Negros Occidental, nella regione di Visayas Occidentale.
La municipalità è stata costituita il 9 febbraio 1983 con baranggay facenti in precedenza parte di altre, in particolare due di Murcia, tre di San Carlos e due di Calatrava.
Salvador Benedicto è formata da 7 baranggay:
- Bago (Lalung)
- Bagong Silang (Marcelo)
- Bunga
- Igmaya-an
- Kumaliskis
- Pandanon
- Pinowayan (Prosperidad)